# Bornholm (schip, 1899)
S/S Bornholm (1899) was het vijfde schip van de Dampskibsselskabet paa Bornholm af 1866.
Ze werd gebouwd door de scheepswerf Burmeister & Wain in Kopenhagen, opgeleverd op 14 juni 1899 en in de vaart genomen.
1899-1924 NKML
Ze werd ingezet op de route Rønne - Kopenhagen. Tot en met April 1924 heeft ze voor Dampskibsselskabet paa Bornholm af 1866 gevaren.
1924-1934
In 1924 werd ze verkocht aan rederij AB Sverige-Nordamerika te Götenborg voor 215.000 DKK. Ze werd omgedoopt naar Borgholm. Na een bezoek aan de werf vertrok ze op 18 juli van Göteborg naar Stockholm. Op 22 juli 1924 werd ze in dienst genomen op de route Stockholm - Turku / Helsinki. Ze werd ook soms ingezet op de Oostzee. In 1930 versterkte ze de route Kalmar - Klaipėda tijdens de zomer en in 1934 tussen Karlskrona - Gdynia - Zoppot - Danzig - Karlskrona. In mei 1934 werd ze uit de vaart genomen.
1934-1936
Op 28 december 1934 onder dezelfde naam voor 90.000 kr. gekocht door A/S Dampskibsselskabet Østersøen te Allinge. De thuishaven wordt Allinge vanwaar ze, tussen 1935-1936, Simrishamn - Allinge bediende. In 1936 werd ze grondig verbouwd
1937-1940 OYJV
In maart 1937 wordt ze teruggekocht door A/S Dampskibsselskabet paa Bornholm af 1866 voor 139.000 kr.. Ze wordt omgedoopt naar Østersøen en voer tussen Kopenhagen en Rønne. De thuishaven bleef Allinge.
1940-1947
Tussen 1940 - 1941 wordt ze omgebouwd te Rønne en vanaf dan wordt de haven van Rønne haar thuishaven.
1947-1953
In 1947 wordt ze opnieuw omgebouwd en vanaf mei 1947 wordt de haven van Allinge wederom haar thuishaven. Op 25 augustus 1952 vaart ze voor de laatste maal van Kopenhagen naar Rønne. In November 1953 wordt ze verkocht aan Odense om gesloopt te worden.
Skandia · Heimdal · Hjalmar · Thor · Bornholm · Skandia · Ørnen · Heimdal · Frem · Bornholm · Hammershus · Østersøen · Rotna · Ella · Kongedybet · Østersøen · Bornholm · Thorkild Lund · Bornholm · 66-Paketten · Bornholmerpilen · Hammershus · Rotna · Isefjord · Hammershus · Rotna · Povl Anker · Jens Kofod · Julle · Peder Olsen · Gute · Villum Clausen · Dana Hafnia · Clare · King Of Scandinavia · Bora Mari · Rügen · Vilja · Dueodde · Hammerodde · Skania · Leonora Christina